# 加列山道
加列山道（英語：Mount Kellett Road，曾譯基列山道）是一條位於香港太平山奇力山的道路，環繞奇力山而建，先從賓吉道經加列山道天橋橫跨山頂道，向南延伸約1公里，之後順時針轉回北方，連接堪仕達道南端。位於海拔約420米。
加列山道沿路有不少著名的城中名人居住，被稱為豪宅區。在2006年12月19日有創世界紀錄的地王拍賣，位於山頂加列山道12號「Twelve Peaks」的地皮，最終以18億元成交，較底價高逾134％，呎價42,149港元，是土地次拍賣經勾地形式由新鴻基地產出價18億投得。

## 交匯道路
- 賓吉道
- 山頂道

## 站外鏈結
1. ↑  . 香港政府.   [2021-10-12]. （原始内容存档于2021-11-26） （中文）.
2. ↑  加列山道逾二億成交[永久]星島日報 2010-02-10
3. ↑  全世界最貴　山頂地王呎價$42196蘋果日報 - 2006/12/20